# Mardi
Mardi (Mardi, and a Voyage Thither) è il terzo libro dello scrittore statunitense Herman Melville, apparso nel 1849 presso Richard Bentley (Londra) e Harper & Brothers (New York). Come l'autore stesso dichiara in esergo, questo romanzo si distacca dai precedenti Taipi e Omoo per essere dichiaratamente non autobiografico.

## Trama
È la storia di un marinaio statunitense che esplora il Sud Pacifico, incontrando una barca di naufraghi e portandoli su un'isola, dove tra i personaggi si sviluppano discorsi filosofici.

## Edizioni italiane
- trad. Emilio Tadini, Mardi e un viaggio laggiù, Firenze: Vallecchi, 1965; con introduzione di Nemi D'Agostino e prefazione di Giorgio Mariani, Collana I grandi libri, Milano: Garzanti, 2006-2023, ISBN 978-88-110-0949-8.
- trad. Ruggero Bianchi, Mardi, in Tutte le opere narrative, vol. 2, Milano: Mursia, 1987; a sé nella collana "GUM", 1988